# Mariano Arrate
Mariano Arrate Esnaola (San Sebastián, 12 agosto 1892 – San Sebastián, 24 dicembre 1963) è stato un calciatore spagnolo, di ruolo difensore.

## Carriera

### Club
Ha cominciato la sua carriera con il San Sebastián, per poi trascorrere quasi tutta la sua vita calcistica nella Real Sociedad.

### Nazionale
Ha collezionato sei presenze con la propria nazionale, mettendo a referto una rete.
Con la nazionale ha partecipato ai giochi olimpici di Anversa.

## Palmarès

### Nazionale
- Argento olimpico: 1

Anversa 1920